# Coleocentrus flavipes
Coleocentrus flavipes är en stekelart som först beskrevs av Léon Abel Provancher 1874.  Coleocentrus flavipes ingår i släktet Coleocentrus och familjen brokparasitsteklar. Inga underarter finns listade i Catalogue of Life.